# Tracta albooculata
Tracta albooculata är en fjärilsart som beskrevs av Saalmüller 1880. Tracta albooculata ingår i släktet Tracta och familjen nattflyn. Inga underarter finns listade i Catalogue of Life.